# Чечотт, Альберт Оттонович
Альберт Оттонович Чечотт (13 апреля 1873, Санкт-Петербург, Российская империя — 3 ноября 1955, Варшава, Польская Народная Республика) — польский инженер путей сообщения, учёный в области паровозостроения и эксплуатации паровозов, профессор Санкт-Петербургского института инженеров путей сообщения и Варшавского политехнического института.

## Биография
Родился в Санкт-Петербурге 13 апреля 1873 года[по какому календарю?] в дворянской семье русского психиатра, профессора О. А. Чечотта. Воспитывался с братом Г. О. Чечоттом, впоследствии известным русским горным инженером, и сестрой Марией (по мужу Поплавская; 1870—1936), будущим скульптором.
В 1892 году окончил Пятую Санкт-Петербургскую гимназию, в 1897 году — Санкт-Петербургский институт инженеров путей сообщения.
В 1904—1905 годах предложил метод спрямления продольного профиля железнодорожного пути, а в 1909 году разработал оригинальный способ определения скорости и времени хода с учётом инерции поезда. Способ Чечотта дал возможность свести аналитические расчеты к построению графических таблиц, которыми могли пользоваться рядовые работники дорог. В связи с этим в 1910 году им была издана книга «Новый метод расчета времени перегонок».
В 1911 году он предложил применять компаунд-машины при перегретом паре. Был сторонником идеи совместного применения машины двойного расширения с перегревом. В честь его паровозы, осуществляемые по этому принципу, имели индекс «ч» (Щч, Нч, Оч, Ыч и т. д).
В 1914 году стал профессором кафедры паровозов Института инженеров путей сообщения.
После Октябрьской революции и Гражданской войны во время послевоенной разрухи эмигрировал за границу; с 1922 год] жил в Польше.
С 1927 года преподавал в Варшавском политехническом институте. С 1928 года начал работать в Министерстве путей сообщения в Варшаве, занимаясь изучением движения локомотивов. По его инициативе, создали исследовательскую лабораторию движения в механическом отделе Министерства путей сообщения. Был разработан, в частности, оригинальный метод изучения дополнительного сопротивления при движении локомотива; до 1938 года установлены технические характеристики 26 различных типов локомотивов.
В 1933 году он руководил строительством измерительной лаборатории в Румынии для изучения локомотивов.
В 1934—1937 годах работал в Тегеране при строительстве Иранских железных дорог.
Во время немецкой оккупации, занимался теоретической работой на дому. Вскоре после освобождения Варшавы советскими войсками, 6 февраля 1945 года вернулся к работе в Министерстве путей сообщения Польши. Разработал новый метод для тестирования локомотивов, на основе которых был изучены польские и европейские локомотивы Tr202, Ty45, Ту2, Ty43, Ty246, подготовлены их эксплуатационные характеристики.
В 1951 году перешёл в только что созданный научно-исследовательский институт железной дороги, где организовал лабораторию дымового газа и паровой тяги. Принял участие в исследовании вновь построенных локомотивов серии TKt48, Ol49 и Ty51. Был автором многих публикаций в Польше и за рубежом. в числе его наград: Орден Возрождения Польши 5-й степени и два золотых креста Заслуги.
Умер 3 ноября 1955 года в Варшаве. Похоронен на Повонзком кладбище.